# Eugerdella armata
Eugerdella armata är en kräftdjursart som först beskrevs av Georg Ossian Sars 1864.  Eugerdella armata ingår i släktet Eugerdella och familjen Desmosomatidae. Arten är reproducerande i Sverige. Inga underarter finns listade i Catalogue of Life.